# Bisfosfoglicerato fosfatasa
La bisfosfoglicerato fosfatasa (EC 3.1.3.13) es una enzima que cataliza la reacción:
2,3-bisfosfoglicerato + H2O {\displaystyle \rightleftharpoons } 3-fosfoglicerato + fosfato
Como bisfosfoglicerato fosfatasa se conoce a la actividad fosfatasa de la bisfosfoglicerato mutasa. Por tanto los genes, secuencia, estructura, etc, de la fosfatasa son los correspondientes a la mutasa.